# Harsault
Harsault era una comuna francesa situada en el departamento de Vosgos, de la región de Gran Este, que el 1 de enero de 2017 pasó a ser una comuna delegada de la comuna nueva de La Vôge-les-Bains al fusionarse con las comunas de Bains-les-Bains y Hautmougey.

## Demografía
| Gráfica de evolución demográfica de Harsault entre 1800 y 2013 |
|                                                                |

Los datos demográficos contemplados en este gráfico de la comuna de Harsault se han cogido de 1800 a 1999 de la página francesa EHESS/Cassini, y los demás datos de la página del INSEE.